# Marie Jay Marchand-Arvier
Marie Jay Marchand-Arvier (ur. 8 kwietnia 1985 w Laxou) – francuska narciarka alpejska, wicemistrzyni świata.

## Kariera
Po raz pierwszy na arenie międzynarodowej pojawiła się 16 grudnia 2000 roku w Morzine, gdzie w zawodach FIS Race zajęła 23. miejsce w gigancie. W 2003 roku wystartowała na mistrzostwach świata juniorów w Briançonnais, gdzie jej najlepszym wynikiem było piętnaste w zjeździe. Podczas rozgrywanych rok później mistrzostw świata juniorów w Mariborze była ósma w zjeździe i trzynasta w kombinacji.
W zawodach Pucharu Świata zadebiutowała 14 stycznia 2004 roku w Cortina d’Ampezzo, zajmując 56. miejsce w supergigancie. Pierwsze pucharowe punkty wywalczyła 15 stycznia 2005 roku w tej samej miejscowości, zajmując 22. miejsce w zjeździe. Na podium zawodów PŚ po raz pierwszy stanęła 20 stycznia 2007 roku w Cortina d’Ampezzo, kończąc zjazd na trzeciej pozycji. W zawodach tych wyprzedziły ją jedynie Austriaczka Renate Götschl i Julia Mancuso z USA. Łącznie pięć razy stawała na podium, nie odnosząc żadnego zwycięstwa. Najlepsze wyniki osiągnęła w sezonie 2008/2009, kiedy to w klasyfikacji generalnej zajęła 16. miejsce, a w klasyfikacji kombinacji była ósma.
Na mistrzostwach świata w Val d’Isère w 2009 roku wywalczyła srebrny medal w supergigancie. Rozdzieliła tam na podium Lindsey Vonn z USA i Austriaczkę Andreę Fischbacher. Na tych samych mistrzostwach była też piąta w superkombinacji i szósta w zjeździe. W 2006 roku wystąpiła na igrzyskach olimpijskich w Turynie, gdzie jej najlepszym wynikiem było piętnaste miejsce w zjeździe. Na rozgrywanych cztery lata później igrzyskach w Vancouver była siódma w zjeździe i dziesiąta w superkombinacji. Brała też udział w igrzyskach olimpijskich w Soczi w 2014 roku, gdzie nie ukończyła zjazdu i supergiganta.
Jej mężem jest były francuski biathlonista Vincent Jay.

## Osiągnięcia

### Igrzyska olimpijskie
| Miejsce | Dzień     | Rok  | Miejscowość | Konkurencja     | Czas biegu | Strata | Zwyciężczyni              |
| ------- | --------- | ---- | ----------- | --------------- | ---------- | ------ | ------------------------- |
| 15.     | 15 lutego | 2006 | Turyn       | Zjazd           | 1:56,49    | +1,90  | Michaela Dorfmeister      |
| 18.     | 18 lutego | 2006 | Turyn       | Kombinacja      | 2:51,08    | +6,03  | Janica Kostelić           |
| 25.     | 20 lutego | 2006 | Turyn       | Supergigant     | 1:32,47    | +2,35  | Michaela Dorfmeister      |
| 7.      | 17 lutego | 2010 | Vancouver   | Zjazd           | 1:44,19    | +2,03  | Lindsey Vonn              |
| 10.     | 18 lutego | 2010 | Vancouver   | Superkombinacja | 2:09,14    | +2,68  | Maria Riesch              |
| DNF     | 20 lutego | 2010 | Vancouver   | Supergigant     | 1:20,14    | -      | Andrea Fischbacher        |
| DNF     | 12 lutego | 2014 | Soczi       | Zjazd           | 1:41,57    | -      | Dominique Gisin Tina Maze |
| DNF     | 15 lutego | 2014 | Soczi       | Supergigant     | 1:25,52    | -      | Anna Fenninger            |

### Mistrzostwa świata
| Miejsce | Dzień     | Rok  | Miejscowość       | Konkurencja     | Czas biegu | Strata | Zwyciężczyni    |
| ------- | --------- | ---- | ----------------- | --------------- | ---------- | ------ | --------------- |
| 18.     | 6 lutego  | 2007 | Åre               | Supergigant     | 1:18,85    | +2,31  | Anja Pärson     |
| DNF     | 9 lutego  | 2007 | Åre               | Superkombinacja | 1:57,69    | -      | Anja Pärson     |
| 11.     | 11 lutego | 2007 | Åre               | Zjazd           | 1:26,89    | +1,23  | Anja Pärson     |
| 2.      | 3 lutego  | 2009 | Val d’Isère       | Supergigant     | 1:20,73    | +0,34  | Lindsey Vonn    |
| 5.      | 6 lutego  | 2009 | Val d’Isère       | Superkombinacja | 2:20,13    | +2,49  | Kathrin Zettel  |
| 6.      | 9 lutego  | 2009 | Val d’Isère       | Zjazd           | 1:30,31    | +1,20  | Lindsey Vonn    |
| 20.     | 8 lutego  | 2011 | Ga-Pa             | Supergigant     | 1:23,82    | +2,15  | Elisabeth Görgl |
| 15.     | 11 lutego | 2011 | Ga-Pa             | Superkombinacja | 2:43,23    | +3,08  | Anna Fenninger  |
| 22.     | 13 lutego | 2011 | Ga-Pa             | Zjazd           | 1:47,24    | +2,94  | Elisabeth Görgl |
| 14.     | 5 lutego  | 2013 | Schladming        | Supergigant     | 1:35,39    | +1,64  | Tina Maze       |
| 14.     | 10 lutego | 2013 | Schladming        | Zjazd           | 1:50,00    | +1,74  | Marion Rolland  |
| 14.     | 3 lutego  | 2015 | Vail/Beaver Creek | Supergigant     | 1:10,29    | +1,98  | Anna Fenninger  |
| DNF     | 6 lutego  | 2015 | Vail/Beaver Creek | Zjazd           | 1:45,89    | -      | Tina Maze       |

### Mistrzostwa świata juniorów
| Miejsce | Dzień    | Rok  | Miejscowość  | Konkurencja | Czas biegu | Strata | Zwyciężczyni                      |
| ------- | -------- | ---- | ------------ | ----------- | ---------- | ------ | --------------------------------- |
| 15.     | 4 marca  | 2003 | Briançonnais | Zjazd       | 1:15,20    | +1,67  | Tamara Wolf                       |
| DNF     | 5 marca  | 2003 | Briançonnais | Supergigant | 1:20,02    | -      | Julia Mancuso                     |
| DNF1    | 7 marca  | 2003 | Briançonnais | Slalom      | 1:38,53    | -      | Michaela Kirchgasser              |
| DNF1    | 8 marca  | 2003 | Briançonnais | Gigant      | 2:05,70    | -      | Jessica Lindell-Vikarby           |
| 8.      | 4 lutego | 2004 | Maribor      | Zjazd       | 1:12,23    | +1,42  | Maria Riesch                      |
| 40.     | 4 lutego | 2004 | Maribor      | Supergigant | 1:26,79    | +3,74  | Nadia Fanchini Andrea Fischbacher |
| 45.     | 4 lutego | 2004 | Maribor      | Gigant      | 2:21,39    | +8,68  | Maria Riesch                      |
| 37.     | 4 lutego | 2004 | Maribor      | Slalom      | 1:40,73    | +7,84  | Kathrin Zettel                    |
| 13.     | 4 lutego | 2004 | Maribor      | Kombinacja  | 29,23 pkt  | ?      | Julia Mancuso                     |

### Puchar Świata

#### Miejsca w klasyfikacji generalnej
- sezon 2004/2005: 96.
- sezon 2005/2006: 80.
- sezon 2006/2007: 27.
- sezon 2007/2008: 36.
- sezon 2008/2009: 16.
- sezon 2009/2010: 23.
- sezon 2010/2011: 31.
- sezon 2011/2012: 29.
- sezon 2012/2013: 28.
- sezon 2013/2014: 60.
- sezon 2014/2015: 58.

#### Miejsca na podium w zawodach
1. Cortina d’Ampezzo – 20 stycznia 2007 (zjazd) – 3. miejsce
2. Lenzerheide – 14 marca 2007 (zjazd) – 3. miejsce
3. Sankt Moritz – 31 stycznia 2010 (super gigant) – 2. miejsce
4. Lake Louise – 3 grudnia 2011 (zjazd) – 2. miejsce
5. Méribel – 23 lutego 2013 (zjazd) – 3. miejsce